# Дідьє Бізімана
Дідьє Бізімана (кір. Didier Bizimana, нар. 11 травня 1975) — бурундійський і руандійський футболіст, який грав на позиції півзахисника. Відомий за виступами в бурундійських і руандійських клубах, а також у складі національної збірної Бурунді, також зіграв 1 матч у складі національної збірної Руанди.

## Клубна кар'єра
Дідьє Бізімана розпочав виступи на футбольних полях у 1992 році у складі бурундійського клубу «Прінс Луї». У 1995 році футболіст перейшов до складу руандійського клубу АПР, у якому виступав до 2005 року, та кілька разв ставав у складі команди чемпіоном та володарем кубка країни. У 2006 році Бізімана перебрався до нижчолігового нідерландського клубу СВН, у якому грав до 2007 року. У 2007 році футболіст повернувся до Руанди, де став гравцем клубу «Мукура Вікторі», в якому грав до закінчення виступів на футбольних полях у 2010 році.

## Виступи за збірні
У 1995 році Дідьє Бізімана у складі молодіжної збірної Бурунді брав участь у молодіжному чемпіонаті світу, на якому зіграв у 3 матчах групового етапу.
У 1996 році Дідьє Бізімана, який на той час грав у Руанді, отримав запрошення до національної збірної Руанди, та зіграв у її складі 1 товариський матч із збірною Уганди. Пізніше футболіст повернувся до виступів за Бурунді, та з 1998 до 2003 року зіграв 10 матчів у складі національної збірної Бурунді.